# Plouégat-Moysan
Plouégat-Moysan (en bretó Plegad-Moezan) és un municipi francès, situat a la regió de Bretanya, al departament de Finisterre. L'any 2006 tenia 609 habitants.

## Demografia
| 1962                                       | 1968 | 1975 | 1982 | 1990 | 1999 |
| ------------------------------------------ | ---- | ---- | ---- | ---- | ---- |
| 587                                        | 543  | 500  | 480  | 501  | 545  |
| Des de 1962: població sense dobles comptes |      |      |      |      |      |

## Administració
| Període | Identitat        | Partit |
| ------- | ---------------- | ------ |
| -2008   | Alfred Lachuer   |        |
| 2008-   | François Girotto |        |